# Militaire eenheid
Een militaire eenheid vormt de hoeksteen van elke georganiseerde krijgsmacht en heeft een duidelijke structuur en organisatie. Deze eenheden zijn ontworpen om effectieve operaties uit te voeren en zijn opgebouwd uit verschillende essentiële elementen.

## Structuur en organisatie
Elementen van een militaire eenheid:
1. Commando- en stafelement: Dit component van een militaire eenheid is verantwoordelijk voor het plannen, coördineren en beheren van de activiteiten van de eenheid. Het commando- en stafelement omvat de hoogste officieren en deskundigen die strategische beslissingen nemen en de algehele leiding van de eenheid handhaven.
2. Uitvoerende militaire eenheden: Deze eenheden vormen de ruggengraat van de eenheid en zijn direct betrokken bij gevechtsoperaties. Ze kunnen bestaan uit infanterie, pantser, artillerie en andere gespecialiseerde troepen die specifieke taken uitvoeren op het slagveld.
3. Steuneenheden: Ter ondersteuning van de operationele eenheden zijn er steuneenheden die essentiële functies vervullen, zoals logistiek, medische diensten, inlichtingen, en communicatie. Ze zorgen voor de benodigde middelen en ondersteuning om de eenheid in staat te stellen haar missie uit te voeren.

Elke militaire eenheid wordt geleid door een (onder)officier met voldoende rang en ervaring. Deze commandant heeft de verantwoordelijkheid om beslissingen te nemen, discipline te handhaven en de eenheid te leiden in zowel training als operationele inzet.
Een militaire eenheid wordt vaak beschouwd als een "lijnorganisatie" omdat ze direct betrokken is bij gevechtsoperaties en operationele taken. Dit betekent dat ze in de frontlinie staan en actief deelnemen aan militaire missies.
Een krijgsmacht in haar geheel is georganiseerd als een hiërarchie van militaire eenheden. Dit betekent dat er een duidelijke structuur bestaat waarin eenheden van verschillende groottes en specialiteiten samenwerken om de missie van de krijgsmacht te vervullen.

## Moderne legerorganisatie
Dit is een overzicht van de organisatie van moderne legers, zoals in diverse NAVO-landen.
| APP-6A-symbool | Naam                            | Aantal personen | Subordinate eenheden                     | Rang commandant            |
| -------------- | ------------------------------- | --------------- | ---------------------------------------- | -------------------------- |
| XXXXXX         | regio, theater of front         | 200.000+        | 2+ legergroepen                          | generaal of maarschalk     |
| XXXXX          | legergroep                      | 100.000+        | 2+ legers                                | generaal of maarschalk     |
| XXXX           | leger                           | 50.000-60.000+  | 2+ legerkorpsen                          | generaal                   |
| XXX            | legerkorps                      | 30.000-50.000+  | 2+ divisies                              | luitenant-generaal         |
| XX             | divisie                         | 10.000-20.000   | 2-4 brigades of regimenten               | generaal-majoor            |
| X              | brigade                         | 3000-5000       | 2+ regimenten of 3-6 bataljons           | brigadegeneraal            |
| III            | regiment                        | 2000-3000       | 2+ bataljons of afdelingen               | kolonel                    |
| II             | bataljon of afdeling            | 300-1000        | 2-6 compagnieën, eskadrons of batterijen | luitenant-kolonel          |
| I              | compagnie, eskadron of batterij | 70-250          | 2-8 pelotons                             | kapitein of majoor         |
| •••            | peloton                         | 25-60           | 2+ squads, secties, of voertuigen        | onder- of eerste luitenant |
| ••             | sectie                          | 8-16            | 2+ teams                                 | sergeant                   |
| •              | groep                           | 2-12            | 2+ fireteams of 1+ cel                   | korporaal of sergeant      |